# پرولی‌فلوکساسین
پرولی‌فلوکساسین (انگلیسی: Prulifloxacin)یک آنتی بیوتیک مصنوعی قدیمی‌تر از دسته فلوروکینولون است که تحت آزمایش‌های بالینی قبل از ارائه احتمالی NDA (کاربرد دارویی جدید) به سازمان غذا و داروی ایالات متحده (FDA) قرار می‌گیرد. این یک پیش دارویی است که در بدن به ترکیب فعال ulifloxacin متابولیزه میشود.
این دارو برای درمان عفونت‌های مجاری ادراری بدون عارضه و عارضه‌دار، عفونت‌های دستگاه تنفسی اکتسابی از جامعه در ایتالیا و گاستروانتریت، از جمله اسهال‌های عفونی، در ژاپن تأیید شده است.